# Rust Never Sleeps
Rust Never Sleeps (укр. Іржа ніколи не спить) — альбом канадського музиканта Ніла Янга, що вийшов в 1979 році. Входить до списку 500 найкращих альбомів усіх часів за версією журналу Rolling Stone.

## Історія створення
Альбом Rust Never Sleeps було записано під час однойменного концертного турне, яке розпочалось після виходу попередньої платівки Ніла Янга Comes a Time в 1978 році. Зазвичай Янг виступав зі своїм акомпанувальним колективом Crazy Horse. Концерти складались з двох частин: акустичної, під час якої Ніл Янг співав свої пісні самостійно, та «електричної», де до нього залучались інші музиканти Crazy Horse.
Подібно до структури концертів турне, альбом також розподілявся на акустичну «сторону 1» та електричну «сторону 2». Платівку відкривали три пісні, записані в нічному клубі Boarding House в Сан-Франциско в 1978 році. Першою з них стала «My My, Hey Hey (Out of the Blue»), написана разом з Джефом Блекберном з гурту The Ducks, присвячена рок-н-ролу 1970-х років. Слідом за нею йшли автобіографічна «Thrasher», виконана в стилі Боба Ділана та Брюса Спрингстіна, та мелодійна балада «Ride My Lllama». Закривали першу частину альбому фолкрокова «Pocahontas», а також «Sail Away» — одна з пісень, що залишилась після запису альбому Comes a Time та містила вокальний дует з Ніколет Ларсон.
Друга частина платівки була записана разом з Crazy Horse. Вона розпочиналась з «Powderfinger», старої пісні Янга, яку він записав в акустичній версії ще в 1975 році, але так і не видав. За нею йшли більш «важкі» та панківські композиції «Welfare Mothers» та «Sedan Delivery». Останньою піснею на альбомі стала «Hey Hey, My My (Into the Black)» — електрична версія першої композиції з трохи іншим текстом. Вона була видана як сингл і стала найпопулярнішою піснею з альбому.

## Критичні відгуки
Критики сприйняли нову платівку Ніла Янга дуже позитивно. Зокрема, Пол Нельсон з Rolling Stone назвав її записом, «який розказує мені про моє життя, мою країну та рок-н-рол більше, аніж будь-яка музика, яку я чув у своєму житті». Альбом також став комерційно вдалим, та потрапив до двадцятки найкращих в хіт-парадах США та Великої Британії. Слідом за ним в 1979 році вийшла концертна платівка Live Rust, а потім і концертне відео.
З часом пісня «Hey Hey, My My (Into the Black)» стала вважатись однією з найкращих за всю кар'єру Ніла Янга. Зокрема, вона відома завдяки рядку «It's better to burn out than to fade away» (укр. Краще згоріти, ніж помаленьку тліти), який Джон Леннон вважав «сміттям», а Курт Кобейн процитував у своїй передсмертній записці.
В журналі Rolling Stone Rust Never Sleeps внесли до списку 500 найкращих альбомів усіх часів (спочатку він займав 351 місце, потім — 296). Бретт Шевіц називав його квінтесенцією творчості музиканта, яка поєднує «дві сторони монети Ніла Янга» — акустичну та важку музику. На думку оглядача, записаний під час концертних виступів, альбом зміг зберегти енергетику Ніла Янга, а кожна з його пісень була геніальною. Зокрема, він виділив «Powderfinger», на честь якої було названо австралійський рок-гурт, а також завершальну «Hey Hey, My My (Into the Black)» з ще сильнішим текстом — «Краще згоріти, бо іржа ніколи не спить».

## Список пісень
Автор музики і слів Ніл Янг, окрім зазначених пісень. 
| Сторона 1 | Сторона 1                          | Сторона 1               | Сторона 1  |
| #         | Назва                              | Автор                   | Тривалість |
| --------- | ---------------------------------- | ----------------------- | ---------- |
| 1.        | «My My, Hey Hey (Out of the Blue)» | Ніл Янг, Джефф Блекберн | 3:45       |
| 2.        | «Thrasher»                         |                         | 5:38       |
| 3.        | «Ride My Llama»                    |                         | 2:29       |
| 4.        | «Pocahontas»                       |                         | 3:22       |
| 5.        | «Sail Away»                        |                         | 3:45       |

| Сторона 2 | Сторона 2                         | Сторона 2  |
| #         | Назва                             | Тривалість |
| --------- | --------------------------------- | ---------- |
| 1.        | «Powderfinger»                    | 5:30       |
| 2.        | «Welfare Mothers»                 | 3:48       |
| 3.        | «Sedan Delivery»                  | 4:40       |
| 4.        | «Hey Hey, My My (Into the Black)» | 5:18       |

## Учасники запису
- Ніл Янг — вокал, гітара, губна гармоніка, перкусія, орган

- Інші музиканти (на пісні «Sail Away»)[10]
  - Ніколет Ларсон — вокал
  - Джо Осборн — бас-гітара
  - Карл Хіммел — барабани

- Crazy Horse[en] (сторона 2)
  - Френк Сампедро — електрогітара, бек-вокал
  - Біллі Телбот — бас-гітара, бек-вокал
  - Ральф Моліна — барабани, бек-вокал

## Місця в чартах
Тижневі чарти
| Чарт (1979—1980)                       | Найвища позиція |
| -------------------------------------- | --------------- |
| Австралія (Kent Music Report)          | 8               |
| США Billboard Top LPs & Tape           | 8               |
| Велика Британія UK Album Charts        | 13              |
| Канада RPM 100 Albums                  | 28              |
| Нідерланди Dutch Album Charts          | 19              |
| Німеччина German Album Charts          | 59              |
| Фінляндія Finnish Album Charts         | 9               |
| Нова Зеландія New Zealand Album Charts | 7               |
| США Cash Box Top 100 Albums            | 9               |
| США Record World Album Chart           | 13              |

Річні чарти
| Рік  | Чарт                     | Позиція |
| ---- | ------------------------ | ------- |
| 1980 | Billboard Year End Chart | 78      |
| 1979 | Cashbox Year End Chart   | 43      |

Сингли
| Рік  | Сингл                             | Чарт                    | Позиція |
| ---- | --------------------------------- | ----------------------- | ------- |
| 1979 | «Hey Hey, My My (Into the Black)» | Billboard Pop Singles   | 79      |
| 1979 | «Hey Hey, My My (Into the Black)» | US Cashbox Singles      | 94      |
| 1979 | «Hey Hey, My My (Into the Black)» | US Record World Singles | 72      |

## Сертифікації
| Регіон                                             | Сертифікація | Продажі    |
| -------------------------------------------------- | ------------ | ---------- |
| Австралія (ARIA)                                   | Золотий      | 7500^      |
| Велика Британія (BPI)                              | Срібний      | 60 000^    |
| США (RIAA)                                         | Платиновий   | 1 000 000^ |
| ^відвантаження, що базуються лише на сертифікаціях |              |            |